# Oops!
Az Ooops! egy magyar könnyűzenei lányegyüttes.
Az együttes 2000 májusában alakult Budapesten, dr. Szakács László és Bognár Tibor Jr. menedzser ötlete alapján. Az együttes nevét az éppen akkor 2000-ben megjelent Britney Spears dal, az Oops!… I Did It Again adta. Tagjai: Asmaret, Kinga, Niki. Asmaret 1996-ban alapító tagja volt a Freshnek, majd egy év múlva kivált az együttesből. Első albumuk 2001 áprilisában jelent meg a BMG kiadó gondozásában. Az album elkészítésében a Bubble Gum együttes tagjai is közreműködtek. Az album első kislemeze az Érzem, a dalból készült videóklipet Herendi Gábor rendezte. A másodikként kimásolt kislemez a Kell még.

## Albumok
- 2001 – Érzem